# Classique de Saint-Sébastien 1987
 (mars 2025).
La 7e édition de la Classique de Saint-Sébastien a lieu le 12 août 1987. Elle est remportée par l'Espagnol Marino Lejarreta, de l'équipe Caja Rural-Orbea, qui s'impose pour la troisième fois.

## Classement final
| Place | Coureur              | Équipe             | Temps           |
| ----- | -------------------- | ------------------ | --------------- |
| 1     | Marino Lejarreta     | Caja Rural-Orbea   | 6 h 19 min 19 s |
| 2     | Ángel Arroyo         | Reynolds-Pinarello | à 28 s          |
| 3     | Federico Echave      | BH                 | m.t.            |
| 4     | Erik Breukink        | Panasonic-Isostar  | à 1 min 02 s    |
| 5     | José Recio           | Kelme              | m.t.            |
| 6     | Jesús Blanco Villar  | Teka               | m.t.            |
| 7     | Ángel Camarillo      | Teka               | m.t.            |
| 8     | Teun van Vliet       | Panasonic-Isostar  | à 1 min 12 s    |
| 9     | Adri van der Poel    | PDM-Concorde       | m.t.            |
| 10    | Pello Ruiz Cabestany | Caja Rural-Orbea   | m.t.            |